# 穀良都
穀良都（こくりょうみやこ）は、1889年（明治22年）または1890年（明治23年）に伊藤音一が育成したイネ（稲）の品種。在来品種「都」から系統選抜によって育成された。

## 品種特性
長稈・無芒で、穂重型。分蘖はやや少ない。熟期は中生の「都」より2週間程度早い。千粒重は23.6gと大粒。心白は線状で、タンパク質含量は低い。耐病性は強いものの、長稈のため耐倒伏性は弱い。

## 歴史

### 育成
山口県吉敷郡小鯖村（現在の山口市）の伊藤音一によって、「都」より熟期の早い品種を目的に、数年にわたる系統選抜を経て、育成された。育成完了年は、1889年（明治22年）または1890年（明治23年）の2説がある。

### 普及
「穀良都」は明治20年代から30年代に大阪市場で高く評価され、大正に入ると西日本全域から関東まで広く普及した。1915年（大正4年）から1919年（大正8年）にかけては、山口県の奨励品種となった。1919年（大正8年）には、「穀良都」の純系選抜品種も含めた作付面積は、32,226haに達した。また、昭和天皇の即位にあたっての献上米にも選ばれている。
韓国併合によって日本統治下に入った朝鮮においても、中部の京畿道以南で広く栽培された。朝鮮での「穀良都」の作付面積は、1923年（大正12年）には半島最大の301,218haとなると、1937年（昭和12年）まで連続で300,000haを超えた。最盛期の1930年（昭和5年）には460,000haに達している。

### 復活
「山田錦」が普及すると、長稈で耐倒伏性の弱い「穀良都」は姿を消したが、平成に入って、山口県と福岡県でそれぞれ独自に復活されている。

## 影響
輸出米や酒米としても評価された「穀良都」は、早くから各県が純系選抜品種を育成した。2003年（平成15年）には、「西海222号」と交配した「西都の雫」が育成されている。
朝鮮半島で収穫された「穀良都」は、大量に内地に持ち込まれ、大阪市場において内地産米を脅かす存在となった。このことが、内地での「旭」の普及を促すことになったと言われている。
1928年（昭和3年）、小鯖村役場（現在の小鯖地域交流センター）に「伊藤音一翁功績碑」が建立された。碑には、「穀良都」の育成経過を記した上で、「防長米ノ声価ヲシテ隆々タラシメタリ」と刻まれている。

## 関連品種
- 「西都の雫」（「西海222号」を花粉親、「穀良都」を種子親として交配）[3]